# Nuret-le-Ferron
Nuret-le-Ferron település Franciaországban, Indre megyében. Lakosainak száma 293 fő (2022. január 1.). Nuret-le-Ferron Chasseneuil, Chitray, Méobecq, Migné, Neuillay-les-Bois, La Pérouille, Rivarennes és Saint-Gaultier községekkel határos.

## Népesség
A település népességének változása:
| Lakosok száma | 411  | 319  | 308  | 320  | 312  | 311  | 305  | 295  | 291  | 293  |
|               | 1968 | 1982 | 1990 | 2006 | 2013 | 2015 | 2017 | 2019 | 2020 | 2022 |